# Tricyphona (Tricyphona) aysenensis
Tricyphona (Tricyphona) aysenensis is een tweevleugelige uit de familie Pediciidae. De soort komt voor in het Neotropisch gebied.